# Уилкинсон, Джонни
Джонатан Питер «Джонни» Уилкинсон CBE (англ. Jonathan Peter "Jonny" Wilkinson, род. 28 мая 1979 года во Фримли, графство Суррей, Великобритания) — английский регбист, выступавший за сборную Англии, а также за английский клуб «Ньюкасл Фэлконс» и французский клуб «Тулон». Считается одним из самых выдающихся регбистов в истории английского регби. Лучший бомбардир сборной Англии за всю историю и один из лучших бьющих. Завершил карьеру в сборной Англии в 2011 году, а на клубном уровне — в 2014 году.
В составе сборной Англии дебютировал 4 апреля 1998 года в матче против сборной Ирландии в возрасте 18 лет. Участник четырёх Чемпионатов мира по регби (1999, 2003, 2007, 2011). Стал героем Чемпионата мира 2003 года в Австралии, забив на последней минуте дополнительного времени финального матча решающий дроп-гол, сделавший Англию победителем турнира. После этого Уилкинсон получил прозвище «Золотая нога».
В 1997—2009 годах выступал за английский клуб «Ньюкасл Фэлконс», после чего перешёл во французский «Тулон», за который играл до 2014 года пока не закончил карьеру игрока.
Отмечал в интервью, что для выработки идеальной техники использует принципы буддизма.

## Награды
- Чемпион мира 2003 года
- Игрок года по версии Международного совета регби (2003)